# 1015
1015 (MXV) fue un año común comenzado en sábado
```
calendario juliano
.
```

## Acontecimientos
- Agosto: Canuto II de Dinamarca invade Inglaterra.
- Los Berserkers son prohibidos en Noruega.
- Olaf Haraldsson se convierte en rey de Noruega.
- Sviatopolk sucede a Vladimir como príncipe de Kiev.

## Nacimientos
- Harald III, rey de Noruega.
- Miguel V, Emperador bizantino.
- Roberto de Hauteville, aventurero normando.

## Fallecimientos
- 5 de febrero, Adelaida de Vilich, fue hija de Megingoz, conde de Güeldres.
- Eiður Skeggjason, vikingo y bóndi de Reykir, Miðfjörð, Vestur-Húnavatnssýsla en Islandia.
- Ernesto I de Suabia, duque de Suabia.
- 1 de septiembre, Gerón II de la Marca Sajona Oriental, margrave de la Marca Sajona Oriental.
- 13 de febrero, Gilberto de Meaux, fue un santo y el 43.er obispo de Meaux.
- Tindr Hallkelsson, vikingo y escaldo de Hallkelsstaðir, Gilsbakki, Mýrasýsla en Islandia.
- Herberto III de Vermadois, conde de Vermandois.
- 12 de septiembre, Lamberto I de Lovania, conde de Lovaina y conde de Bruselas.
- Gísli Þorgautsson, caudillo vikingo, escaldo y goði de Borgarfjörður en Islandia.
- Vladimiro I de Kiev, príncipe de Kiev.
- Þorsteinn Egilsson, caudillo vikingo de Borg á Mýrum, Mýrasýsla en Islandia.